# آلکساندریا، شهرستان پونیسک
الکساندریا، بخش پلانسک (به لاتین: Aleksandria, Płońsk County) یک منطقهٔ مسکونی در لهستان است که در Gmina Nowe Miasto واقع شده‌است.